# Saint-Gervais-de-Vic
Saint-Gervais-de-Vic là một xã trong tỉnh Sarthe ở tây bắc nước Pháp. Xã này nằm ở khu vực có độ cao từ 75-152 mét trên mực nước biển.